# Казо
Казо́ (фр. Cazaux) — коммуна во Франции, находится в регионе Юг — Пиренеи. Департамент коммуны — Арьеж. Входит в состав кантона Вариль. Округ коммуны — Памье.
Код INSEE коммуны — 09090.

## Население
Население коммуны на 2008 год составляло 44 человека.
| 1962 | 1968 | 1975 | 1982 | 1990 | 1999 | 2008 |
| ---- | ---- | ---- | ---- | ---- | ---- | ---- |
| 48   | 53   | 36   | 26   | 28   | 44   | 44   |

## Экономика
В 2007 году среди 27 человек в трудоспособном возрасте (15—64 лет) 19 были экономически активными, 8 — неактивными (показатель активности — 70,4 %, в 1999 году было 75,0 %). Из 19 активных работали 18 человек (9 мужчин и 9 женщин), безработным был 1 (0 мужчин и 1 женщина). Среди 8 неактивных 3 человека были учениками или студентами, 3 — пенсионерами, 2 были неактивными по другим причинам.